# الاحتلال البريطاني لمصر
الاحتلال البريطاني لمصر هو فترة من تاريخ مصر الحديث استمرت من عام 1882، عندما احتلتها القوات البريطانية خلال الحرب الإنجليزية المصرية، حتى عام 1956 بعد أزمة السويس، عندما انسحبت آخر القوات البريطانية وفقًا للاتفاقية الإنجليزية المصرية لعام 1954. الفترة الأولى من الحكم البريطاني (1882 – 1914) يُطلق عليها غالبًا «المحمية المحجبة». خلال هذا الوقت، ظلت الخديوية المصرية مقاطعة مستقلة تابعة للإمبراطورية العثمانية، ولم يكن للاحتلال البريطاني أي أساس قانوني ولكنه كان بمثابة حماية فعلية على البلاد. وهكذا لم تكن مصر جزءًا من الإمبراطورية البريطانية. واستمر هذا الوضع حتى عام 1914 عندما انضمت الإمبراطورية العثمانية في الحرب العالمية الأولى إلى جانب القوى المركزية وأعلنت بريطانيا الحماية على مصر. تم عزل الخديوي الحاكم عباس حلمي الثاني، واضطر خليفته حسين كامل إلى إعلان نفسه سلطانًا لمصر مستقلاً عن العثمانيين في ديسمبر 1914.

## الحرب الإنجليزية المصرية الأولى (حملة فريزر 1807)
حملة فريزر أو الحرب الإنجليزية المصرية الأولى هي حرب دارت رحاها بين أعوام (1807-1809) بين أهل رشيد و القوات البريطانية حيث كان محمد علي غائبا في الصعيد لقتال المماليك و عندما عرف و إلى ان وصل لرشيد كان فريزر قد انهزم و انسحب
أثناء حملة الإسكندرية 1807، رغبت بريطانيا بإزاحة محمد علي باشا وتنصيب حاكم صوري تديره بريطانيا ويكون مواليا لها في جميع مصالحها، بدأت بريطانيا الغزو بجيش قوامه 5 آلاف جندي في 17 مارس 1807 تحت قيادة الجنرال ألكسندر ماكنزي فريزر، وحاصرت الإسكندرية؛ ولكن بعد مواجهتها لصعوبات وعوائق كثيرة، اضطرت القوات المحتلة للمغادرة في 25 سبتمبر. - 

## الحرب الإنجليزية المصرية الثانية (الاحتلال البريطاني)
الحرب الإنجليزية المصرية الثانية دارت رحاها عام 1882 بين القوات المصرية بقيادة أحمد عرابي، والقوات البريطانية والأيرلندية.

### الوضع العام قبل المعركة
- قررت قوات أحمد عرابي أن تثور على الاحتلال الأجنبي خصوصا بعدما أجهدت الديون التي تراكمت منذ عهد الخديوي إسماعيل الاقتصاد المصري.
- الأوروبيون بصورة عامة والإنجليز بصورة خاصة وضعوا في نصب عينهم هدف تأمين استثماراتهم وضمان سياستهم التوسعية والاستيلاء على قناة السويس ثم التحكم في مصر. أقيم مؤتمر أوروبي في إسطنبول في صيف عام 1882 إلا أن السلطان عبد الحميد الثاني قام بمقاطعته، ورفض إرسال جيوش لمساندة الحملة على مصر، وحينما لم يتم التوصل إلى اتفاق نهائي قررت بريطانيا الدخول في الحرب وحيدة، وباشرت القوات الفرنسية بسحب قطعها البحرية من الإسكندرية.

### بداية المعركة
بدأ الأسطول البريطاني بقصف الإسكندرية ثلاثة أيام في الفترة بين (11 يوليو – 13 يوليو) واقتحمت قوات البحرية المدينة بعد أن دمرت بالكامل.
أعلن أحمد عرابي رفضه، واستصدر من شيوخ الأزهر فتوى بتكفير الخديوي توفيق وخيانتة للدولة ومساعدة العدو لاحتلال أرض مصر، وصرّح بوجوب التعبئة العامة والتجنيد لمحاربة بريطانيا.

## الحملة العسكرية البريطانية

### معركة كفر الدوار
بينما كانت القوات البريطانية تحاول الوصول إلى القاهرة عن طريق الإسكندرية استراحت لمدة خمسة أسابيع في كفر الدوار. في شهر أغسطس، قام الجنرال جارنيت ويلسلي قائد الحملة باحتلال قناة السويس ومعه 40 ألف من الجند، وفوّض للقضاء على الثورة العرابية وجميع الثوار.

### معركة القصاصين
حاول عرابي أن يستعيد القناة عندما هاجم القوات البريطانية بالقرب من القصاصين في 10 سبتمبر. وقد فوجئت القوات البريطانية بالهجوم. ونشب قتال ضارٍ، تكبد البريطانيون فيه خسائر كبيرة. إلا أنه لحسن حظ البريطانيين، فقد وصلت إمدادات حديثة، بما فيها قوات الحرس السابعة ولواء المرتفعات، مما أجبر القوات المصرية المنهكة على التراجع.

### معركة التل الكبير
في 13 سبتمبر عام 1882 في معركة التل الكبير وكانت آخر مواجهات العرابيين، وعززت سيطرة الخديوي توفيق مرة أخرى من الإنجليز بعد هزيمة الجيش المصري.

### محاكمه العرابين
اعتقل زعماء الثورة العرابية والضباط والأعيان الذين أيدوها ما عدا عبد الله النديم الذي اختفى عن الأنظار ولم تستطيع عيون الحكومة أن تصل إليه. وأصدرت المحكمة العسكرية في ديسمبر 1882 م حكمها ب:
- إعدام قادة الثورة وهم: أحمد عرابى، طلبة عصمت، عبدالعال حلمى، محمود سامي البارودي، على فهمى.
- عدل حكم الإعدام إلى النفى المؤبد ومصادرة أملاكهم، حيت تم نفيهم إلى جزيرة سيلان بالهند.

## الحماية البريطانية على مصر
الحماية البريطانية على مصر هي حماية صريحة فرضتها بريطانيا على مصر بين 18 ديسمبر 1914 و28 فبراير 1922، وغُيّر فيها اسم الدولة إلى السلطنة المصرية، وتعتبر تاريخيا جزء من الاحتلال البريطاني لمصر.
سيطر العثمانيون على مصر عام 1517م، لتصبح ولاية عثمانية، ولتنتقل إلى العثمانيين الخلافة الإسلامية التي استمر حكمهم عليها حتى عام 1914م وإعلان الحماية البريطانية على مصر.
وقد شهدت مصر في ثمانينيات القرن التاسع عشر عدة ثورات ضد التدخل الأجنبي في الشئوون الداخلية للبلاد؛ حيث اشتدت الحركة الوطنية فكانت ثورة عرابي عام 1882 التي انتهت باحتلال بريطانيا لمصر والتي أعلنت الحماية على مصر عام 1914وانتهت تبعيتها الرسمية للخلافة العثمانية.
ففي 18 ديسمبر 1914 فرضت إنجلترا حمايتها على مصر، وتنازل عباس حلمي الثاني عن أي دعاوي أو حقوق في العرش نظير مبلغ 30000 دفعتها له الحكومة المصرية سنة 1931 إلى أن توفي في 19ديسمبر 1944.
دخلت مصر إلى القرن العشرين وهى مثقلة بأعباء الاستعمار البريطانى بضغوطه لنهب ثرواتها، وتصاعدت المقاومة الشعبية والحركة الوطنية ضد الاحتلال بقيادة ووظهر الشعور الوطنى بقوة مع المطالبة بالاستقلال وكان للزعيم الوطنى دور بارز فيها، ثم تم إلغاء الحماية البريطانية على مصر في عام 1922 والاعتراف باستقلالها وصدر أول دستور مصري عام 1923· 
وقد صدر تصريح 28 فبراير 1922: الذي تضمن إنهاء الحماية البريطانية والاعتراف بمصر دولة مستقلة ذات سيادة.

### منصب المندوب السامي

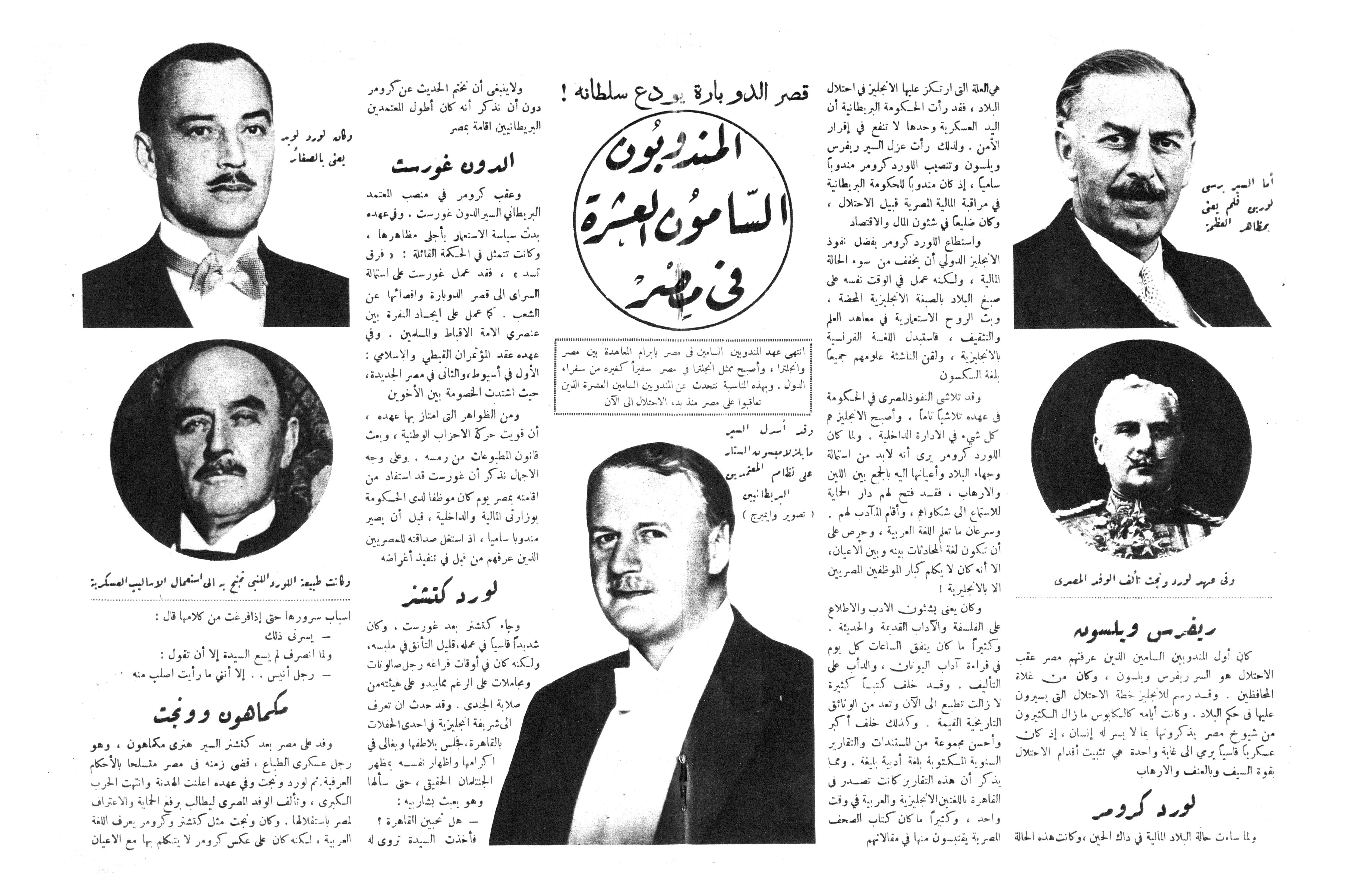
المندبون السامون العشرة.

- 1914 ـ 1915: السير ميلن تشيتهام (قائم بالأعمال)
- 1915 ـ 1917: السير هنري مكماهون
- 1917 ـ 1919: السير ريجنالد ونغيت
- 1919 ـ 1925: إدموند ألنبي
- 1925 ـ 1929: جورج لويد (البارون لويد الأول)
- 1929 ـ 1933: السير بيرسي لورين
- 1934 ـ 1936: السير مايلز لامبسون

## المعاهدة البريطانية المصرية لعام 1936
المعاهدة البريطانية المصرية لعام 1936 هي معاهدة وقعت في 26 أغسطس 1936 بين بريطانيا ومصر في لندن، وقد جاءت المعاهدة بعد إصدار بيان الحكومة بوفاة الملك فؤاد را لفوزه في الانتخابات البرلمانية وطالب بإجراء مفاوضات مع بريطانيا بشأن التحفظات الأربعة، ولكن الحكومة البريطانية تهربت فقامت الثورات وتألفت جبهة وطنية لإعادة دستور 1923 بدلاً من دستور 1930 ولذلك اضطرت بريطانيا للتراجع وانخرطت في مفاوضات بقيادة السير مايلز لامبسون المندوب السامي البريطاني ومعاونيه وهيئة المفاوضات المصرية، ولقد اشترطت إنجلترا أن تكون المفاوضات مع كل الأحزاب حتى تضمن موافقة جميع الأحزاب وبالفعل شاركت كل الأحزاب عدا الحزب الوطني الذي رفع شعار (لا مفاوضة إلا بعد الجلاء). وبدأت المفاوضات في القاهرة في قصر الزعفران في 2 مارس وانتهت بوضع معاهدة 26 أغسطس 1936 في لندن.

## قناة السويس
ومنها ظلت القوات البريطانية في مصر إلى أن تم الاتفاق على معاهدة 1922 والمعاهدة الأنجلو – مصرية عام 1936، التي تمنح الملك فاروق سيادة تدريجية على الأراضي المصرية بالرغم من أن الملك كان حاكما صوريا تديره بريطانيا، حيث إن بريطانيا مارست سيادتها على قناة السويس حتى تم تأميمها عام 1956 على يد جمال عبد الناصر بعد 72 عام من الاحتلال.